# Karan Arjun
Karan Arjun es una película de acción india en hindi de 1995 dirigida y producida por Rakesh Roshan, protagonizada por Salman Khan, Shahrukh Khan, Mamta Kulkarni, Kajol, Raakhee y Johnny Lever en papeles principales, con Amrish Puri interpretando al antagonista y Arjun, Jack Gaud, Ranjeet y Aasif Sheikh en papeles secundarios. Cuenta la historia de los dos hermanos titulares que buscan venganza de su tío codicioso por asesinar a su padre, pero son asesinados por él y se reencarnan para completar la venganza.
Karan Arjun fue estrenada en cines en India el 13 de enero de 1995. La película recibió críticas positivas de los críticos y recaudó ₹640 millones ($20 millones), emergiendo como un «éxito de taquilla» y la segunda película de Bollywood más taquillera de 1995, detrás de Amor contra viento y marea, que también contó con Shahrukh Khan, Kajol y Amrish Puri.

## Argumento
En una aldea en Rayastán, Durga Singh (Raakhee) es una mujer pobre que cría a sus dos amados hijos Karan (Salman Khan) y Arjun (Shahrukh Khan). Cuando Munshiji (Ashok Saraf) de Thakur Sangram Singh, viene a hablar con Durga, Durga revela que su padre era el hijo de Thakur, que se había casado con ella en contra de los deseos de su padre. Durjan Singh (Amrish Puri), un pariente de Thakur, mató al esposo de Durga para evitar que él o su familia heredaran la propiedad de Thakur.
Durjan mata a Thakur y cuando se entera de sus planes de ceder el patrimonio a Karan y Arjun, asesina brutalmente a ambos con la ayuda de sus cuñados, Nahar (Arjun) y Shamsher (Jack Gaud). Durga reza a la diosa Kali para que traiga a sus hijos de regreso. Milagrosamente, sus oraciones se escuchan y sus hijos todavía están vivos, pero se separan y se convierten en familias diferentes sin conocimiento de sus vidas pasadas. Durga no es consciente de este milagro.
Pasan 20 años. Arjun se crio como Vijay. Se enamora de la hija de un hombre adinerado Sonia (Kajol), pero no sabe que Sonia se casará con el hijo de Durjan Singh, Suraj (Aashif Sheikh). Mientras tanto, Karan crece como Ajay. Él es perseguido por Bindiya (Mamta Kulkarni) que lo ama. Pronto trabaja para Saxena (Ranjeet), el padre de Sonia y socio de Durjan en su negocio ilegal de comercio de armas. Sabiendo que Sonia ama a Vijay, Suraj intenta matarlo, pero termina quemando la granja del tío de Vijay. En la fiesta de compromiso de Sonia y Suraj, Vijay llega y ataca a Suraj. Ajay es enviado a matar a Vijay y los dos comienzan a pelear, lo que se interrumpe repentinamente después de un rayo entre ellos. Saxena intenta dispararle a Vijay, pero Ajay lo detiene mientras le grita a Arjun que corra. Esto es algo que Ajay le había dicho a Vijay en su vida anterior cuando estaba siendo atacado. Ajay es enviado a prisión mientras Vijay escapa. Sonia es llevada a la fuerza a la casa de Durjan para casarse con Suraj.
Vijay y su amigo Linghaiyya (Johnny Lever) viajan para salvar a Sonia. Todos en el pueblo que lo ven están atónitos y lo llaman Arjun. Finalmente recuerda su vida pasada y se reúne con Durga, donde conoce a su hermano Karan, quien ahora es Ajay. Vijay salva a Ajay y explica toda la situación de que eran hermanos llamados Karan y Arjun. Mientras tanto, Bindiya se une a ellos. Durjan se entera del regreso de Karan y Arjun, pero se niega a creerlo, por lo que sus cuñados intentaron llevarlos ante él, pero Karan y Arjun los mataron de la misma manera que mataron a los dos hermanos.
En el templo del pueblo de la Diosa Kali, se llevan a cabo rituales para la boda de Sonia y Suraj. Karan / Ajay y Arjun / Vijay asustan a Durjan al convencerlo de que han vuelto. Pronto, Saxena y Durjan tienen una pelea, en la que Saxena le dice a Sonia que huya con Arjun, pero se revela que es una trampa. Karan logra crear caos, dejando que Arjun y Sonia escapen de la trampa. Vijay logró matar a Suraj en un disparo a corta distancia, sobre el cual Durjan mata a Saxena en un ataque de ira.
Después de que todos sus secuaces fueron asesinados, Durjan intentó matar a Karan y Arjun, pero en su lugar lo vencieron. Corre hacia Durga y le pide perdón. Sin embargo, ella lo rechaza y ordena a sus hijos que cumplan su venganza al matarlo. Más tarde, Arjun se casa con Sonia y Karan se casa con Bindiya con toda la familia reunida.

## Reparto
- Salman Khan como Karan Singh/Ajay
- Shahrukh Khan como Arjun Singh/Vijay
- Raakhee Gulzar como Durga Singh
- Mamta Kulkarni como Bindiya Singh
- Kajol como Sonia Saxena Singh
- Amrish Puri como Durjan Singh
- Ranjeet como Soojam Saxena
- Johnny Lever como Linghaiyya
- Aasif Sheikh como Suraj Singh
- Ashok Saraf como Bhaktish Munshi
- Jack Gaud como Shamsher Singh
- Arjun como Nahar Singh
- Gavin Packard como el luchador con pantalones rojos
- Ila Arun como bailarín rayastani (segmento Gup Chup)
- Kishore Bhanushali como Ranjesh
- Suresh Chatwal como Girdhari Singh
- Salim Khan Ding-Dong como Fight Organiser
- John Gabriel como Peter
- Dinesh Hingoo como Peston
- Raj Kishore como Jugal
- Anil Nagrath como Fight Organiser
- Ghanshyam Rohera como Ashuveer Bakshi
- Babbanlal Yadav como Manjesh

## Producción

### Casting
El casting de la película reunió a Salman Khan y Shahrukh Khan, dos actores destacados de la época. Hrithik Roshan se convirtió en asistente de dirección, ayudando a su padre Rakesh Roshan n su primera contribución importante a Bollywood.
A Ajay Devgn se le ofreció originalmente el papel de Karan, pero lo rechazó debido a conflictos de programación. Sunny Deol fue considerado con Ajay Devgan para el papel de Karan y Arjun. A Aamir Khan también se le ofreció un papel en la película, pero rechazó la oferta.
A Juhi Chawla y Raveena Tandon se le ofrecieron los papeles de Kajol y Mamta Kulkarni respectivamente.

### Filmación
Toda la película fue filmada en Rayastán. Más específicamente, el pueblo que se retrata en la película es uno de los pueblos del distrito de Alwar de Rayastán, llamado Bhangarh. El templo de Durga donde Karan Arjun reza en la canción se encuentra en Púshkar cerca de Ajmer.  El Palacio Sariska fue utilizado como la casa de Thakur Durjan Singh.

## Taquilla
Karan Arjun fue la segunda película india más taquillera de 1995, después de Amor contra viento y marea, que también protagonizó Shahrukh Khan, Kajol y Amrish Puri. A nivel nacional en la India, Karan Arjun recaudó ₹640 millones (US$20 millones). En el extranjero, la película recaudó $500,000 (₹15.8 millones).

## Premios
Premios Filmfare
- Mejor acción – Bhiku Varma
- Mejor edición – Sanjay Varma
- Nominado—Mejor película - Rakesh Roshan
- Nominado—Mejor director – Rakesh Roshan
- Nominado—Mejor actor – Salman Khan
- Nominado—Mejor director de música – Rajesh Roshan
- Nominado—Mejor papel cómico – Johnny Lever
- Nominado—Mejor papel cómico – Ashok Saraf
- Nominado—Mejor actriz de reparto – Rakhee Gulzar
- Nominado—Mejor villano – Amrish Puri

Screen Awards
- Mejor director de música – Rajesh Roshan
- Nominado—Mejor actor – Salman Khan

## Música
La música y la banda sonora fueron compuestas por Rajesh Roshan y las letras de todas las canciones fueron escritas por Indeevar. Los derechos de música fueron comprados originalmente por Time Magnetics (ahora Tips Music). La canción «Bhangra Paale» tuvo una adaptación en la película Bhangra Paa Le de 2020.

| N.º | Título                | Duración |  |
| 1.  | «Yeh Bandhan Toh»     | 5:40     |  |
| 2.  | «Yeh Bandhan Toh (2)» | 1:38     |  |
| 3.  | «Bhangra Paale»       | 7:07     |  |
| 4.  | «Ek Munda»            | 7:38     |  |
| 5.  | «Jai Maa Kaali»       | 7:07     |  |
| 6.  | «Gup Chup Gup Chup»   | 6:02     |  |
| 7.  | «Jaati Hoon Main»     | 6:24     |  |